# スティーヴン・V・レイ
スティーヴン・ヴィクター・レイ（Steven Victor Ley、1945年12月10日 - ）はイギリスの有機化学者。ケンブリッジ大学教授。
リンカンシャー出身。1969年ラフバラー大学卒業、1972年同大学院を修了し、化学のPh.D.を取得。オハイオ州立大学で博士研究員となった後、1974年にイギリスに戻り、インペリアル・カレッジ・ロンドンでデレク・バートンの助手となり、翌年から講師を務めた。1983年には有機化学の教授に就任し、1992 年からはケンブリッジ大学トリニティ カレッジ教授を務めた。2000年から2002年には王立化学会会長を務めた。120種類以上の天然物を合成しており、2007年にはアザジラクチンの全合成を達成した。
1990年王立協会フェロー選出。2002年大英帝国勲章受勲。

## 受賞歴
- 1980年 コーディー・モーガン賞
- 1997年 ベーカリアン・メダル
- 2000年 デービーメダル
- 2001年 アウグスト・ヴィルヘルム・フォン・ホフマン・メダル
- 2003年 アーネスト・ガンサー賞
- 2005年 Yamada-Koga Prize（微生物化学研究会）
- 2006年 名古屋メダル（MSD生命科学財団）[1]、トムソン・ロイター引用栄誉賞
- 2007年 パウル・カラー・ゴールドメダル
- 2009年 テトラヘドロン賞、ハインリッヒ・ヴィーラント賞
- 2010年 パラケルスス賞
- 2011年 ロイヤル・メダル
- 2018年 アーサー・C・コープ賞